# Johann Gerhard Behrens
Johann Gerhard Behrens (* 5. September 1889 in Esens; † 23. März 1979 in Warsingsfehn) war ein deutscher evangelisch-lutherischer Pastor und Astronom.

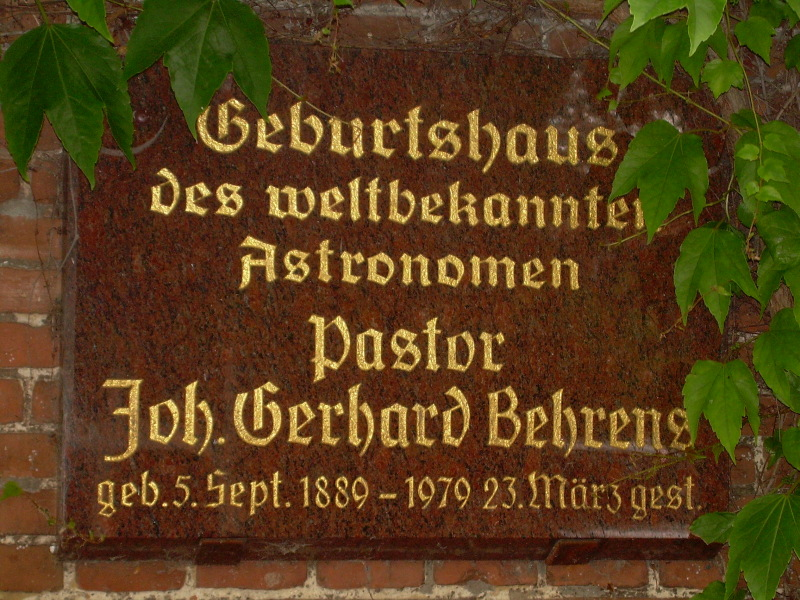
Gedenktafel

## Jugend
Nach Besuch der Bürgerschule in Esens machte Behrens 1909 sein Abitur in Norden und studierte von 1909 bis 1914 Theologie, Astronomie und Kunstgeschichte in Tübingen, Berlin und Göttingen. 1914 legte er sein erstes theologisches Examen in Göttingen ab. Von 1915 bis 1917 war er Soldat an der Westfront, wo er mit dem Eisernen Kreuz II. Klasse ausgezeichnet wurde. Nach seinem Vikariat in Warsingsfehn war Behrens dann ab 1920 Pastor in Hittfeld, Stade und Detern.

## Astronomie
In Behrens entwickelte sich schon früh ein Interesse an der Astronomie. Neben dem Studium der Theologie besuchte er astronomische Vorlesungen und Kollegs und erstaunte durch seine mathematischen Fähigkeiten. Er nahm an jährlichen Kongressen der Astronomen teil und entwickelte eine bestimmte mathematische Koordinate, die in Fachkreisen allgemeine Beachtung fand. 1933 wurde er als einziger Pastor in die „Astronomische Gesellschaft“ aufgenommen und bekam Kontakt zu bekannten Astronomen des In- und Auslandes. Wenig später versuchte ein Mitarbeiter Einsteins ihn zur Auswanderung in die USA zu bewegen, um dort als Astronom und Mathematiker zu arbeiten. Nach dem Krieg kam Behrens mit der NASA in Kontakt. Der Schwerpunkt seiner wissenschaftlichen Arbeit hatte in der Erforschung und Berechnung der Umlaufbahnen von Kometen gelegen, dies half bei der Vorbereitung für die späteren Satellitenflüge der Weltraumfahrt. Noch bis 1972 schickte ihm die NASA regelmäßig Mitteilungen mit der Bitte um mathematische Überprüfung. Die Olympia-Werke in Roffhausen traten in dieser Zeit an ihn heran mit der Bitte, sie bei bestimmten Aufgabenstellungen des Einsatzes von Computern zu beraten.

## Kirche und Widerstand gegen den Nationalsozialismus
In die Kirchengeschichte ging er als der „Fall Behrens“ ein. Als Pastor in Stade hatte er zu Beginn der nationalsozialistischen Herrschaft aus seiner Abneigung gegen das Regime keinen Hehl gemacht. Aus dem Konfirmandenunterricht wurden ihm Aussprüche wie „Kinder, ihr seid verhetzt“ und „Ein christlicher Neger ist mir lieber als ein ungläubiger Deutscher“ zum Vorwurf gemacht. Es kam zu einer Anzeige wegen staatsfeindlicher Einstellung. Am 16. September 1935 begegnete ihm auf der Straße ein Zug von SS-Männern, angeführt von einer SA-Musikkapelle, der eben vom Nürnberger Parteitag zurückgekehrt war. Sie misshandelten ihn, behängten ihn mit einem Pappschild mit der Aufschrift: „Ich bin ein Judenknecht“, dann führten sie ihn, begleitet von einer sich ansammelnden johlenden Menschenmenge, im Triumphmarsch durch die Stadt. In einem für die damalige Justiz mutigen Verfahren wurden die Rädelsführer der Gewalttat zu Freiheitsstrafen verurteilt. Unter den Nationalsozialisten kam es in der Folge zu einem heftigen Konflikt, der neben dem Reichsjustizminister (Franz Gürtner) und seinem Mitarbeiter Roland Freisler, dem Reichsinnenminister (Wilhelm Frick), dem Reichsführer der SS Heinrich Himmler und auch Adolf Hitler beschäftigte. Am Ende gingen die Täter dann doch straffrei aus. Behrens selber kam glimpflich aus der Sache heraus, weil der Prozess auch im Ausland hohe Wellen geschlagen hatte. Sein Landesbischof, der sich nicht auf seine Seite stellen mochte, entzog ihm sein Stader Pfarramt und lud ihn als seinen persönlichen Gast nach Hannover ein, zu seinem Schutz und um Gras über die Sache wachsen zu lassen. Kurz vorher noch hatte Behrens mutige Worte von der Kanzel gefunden: „Das ist mein Beruf […] nicht, dass ich schweige wie ein ‚stummer Hund‘, sondern dass ich meinen Mund auftue zur Bezeugung der Wahrheit“. Eine Rehabilitierung von Behrens und eine Wiedereinsetzung in sein Stader Pfarramt fand nach dem Kriege nicht statt.

## Späte Jahre und Tod
Als Pastor hat er seiner letzten Kirchengemeinde Detern in schwieriger Zeit über 20 Jahre treu gedient und sich viel Zuneigung erworben. Im Ruhestand zog es ihn wieder in seine Heimatstadt Esens, wo er noch manche Dienste übernahm und auch seine astronomischen Studien weiterführte. Er starb im Alter von 89 Jahren in Warsingsfehn. In Stade und Detern wurde ein Gemeindehaus nach ihm benannt, das Esenser Geburtshaus schmückt eine Erinnerungstafel, 1980 wurde nach ihm der Asteroid (1651) Behrens benannt. 2016 wurde im Stader Gemeindehaus eine Bronzebüste mit seinem Porträt aufgestellt.